# Compsaditha elegantula
Espèce
Compsaditha elegantula est une espèce de pseudoscorpions de la famille des Tridenchthoniidae.

## Distribution
Cette espèce se rencontre au Congo-Kinshasa et au Cameroun.

## Publication originale
- Beier, 1972 : Pseudoscorpionidea aus dem Parc National Garamba. Exploration du Parc National de la Garamba Mission H de Saeger, vol. 56, no 1, p. 2-19.